# アバザ人
アバザ人（またはアバジン人、英語: Abazins、Abaza、アバザ語:аба́за）はロシア連邦のカラチャイ・チェルケス共和国、アディゲ共和国などに住む北カフカースの民族。
2002年の人口調査によると、ロシア在住のアバザ人は37,942人である。また宗教は主にイスラム教スンナ派を信仰している。
アバザ人の使用するアバザ語は北西コーカサス語族に属し、アブハズ語と密接な関係をもっている。

## 歴史
アバザ人はトルコ、ヨルダン、シリア、エジプトや他イスラム教国などにも住んでいるが、中でもエジプトに移住したアバザ人は現在「アバザ家」としてエジプトでも有数の裕福で有力な家系のひとつとなっている。こうした移住者のほとんどはカフカーズ戦争の際、ロシア帝国によって離散を余儀なくされたアバザ人難民の子孫である。
アバザ人は元々アブハジア西部、黒海東岸のサジェンという町に住んでいたが、14世紀から15世紀にかけてアバザ人はアブハジアからアバジニアに移住した。この集団をタパンタ(アバザ語: ТӀапӀантӀа)、もしくはアシュ(アブハズ語: Ашәуа)と呼ぶ。アバザ語というと基本はタパンタの話すタパンタ方言を指し、また標準語もタパンタ方言がベースとなっている。
18世紀から19世紀ごろロシア帝国の影響により2度目の移住を行った。この集団をアシュカラ(アバザ語: Ащхъарауа)、もしくはアシュハル(アブハズ語: Ашьхаруа)と呼ぶ。この集団は一部がアブハズ人の自称アプスワ(アブハズ語:Аҧсуа)と同じ名前のアプスワに住んでおり、彼らの話す言語（アバザ語アシュカラワ方言）はアバザ語タパンタ方言よりもアブハズ語に近く、またアバザではなくアプサワ(Апсауа)を自称する等、アブハズ人に近い。

なおトルコのサムスン、ヨズガト、アダナ、カイセリ・ウズニャイラ（「高原」）といった都市には、およそ15万人のアバザ人が居住しているが、このアバザ人はかつてアシュハル・クランに属してロシア帝国軍に対抗し「クバーダ（現在のソチのクラースナヤ・ポリャーナ）の戦い」に敗北した後、トルコに移り住んだアバザ人の子孫であるが、他方タパンタのアバザ人はロシア帝国軍の一部として戦いに加わっていた。

## 参照
1. ↑  (カラチャイ・チェルケス共和国、アディゲ共和国)
2. 1 2 3  http://www.ethnologue.com/show_language.asp?code=abq